# Palmira de Carrillo
Palmira es un distrito del cantón de Carrillo, en la provincia de Guanacaste, de Costa Rica.

## Geografía
Palmira cuenta con un área de 31,46 km² y una altitud media de 31 m s. n. m.

## Demografía
Para el año 2022, Palmira cuenta con una población estimada de 6791 habitantes, y para el último censo efectuado, en 2011, Palmira contaba con una población de 5416 habitantes.

## Localidades
- Barrios: Coyolera, María Auxiliadora.
- Poblados: Ángeles, Comunidad, Paso Tempisque (parte), San Rafael, Monte Galán, Las Trancas, Mercado Regional Mayorista Guanacaste, Alto Roble

## Transporte

### Carreteras
Al distrito lo atraviesan las siguientes rutas nacionales de carretera:
- Ruta nacional 21
- Ruta nacional 151
- Ruta nacional 253
- Ruta nacional 254
- Ruta nacional 912